# Monte Emilius
De Monte Emilius (Frans: Mont Émilius) is een 3559 meter hoge berg in de Noord-Italiaanse regio Aostadal.
De berg verrijst ten zuidoosten van de stad Aosta. Samen met een aantal andere toppen zoals de Punta di Leppe (fr. Pointe de Leppe - 3307 m) en Punta Garin (fr. Pointe Garin - 3451 m) vormt het een massief in de Grajische Alpen. Het ligt ingesloten tussen de hoofdvallei en het Cognedal.
De Monte Emilius wordt omgeven door een drietal bergmeren, de Laghi delle Laures (fr. Lacs des Laures) die bekendstaan om hun prachtige kleuren blauw en groen. Een tocht naar de berg kan aanzienlijk worden verkort door gebruik te maken van de bergbaan die vanuit Pila naar Chamolé voert.